# Gymnoscelis pallidirufa
Gymnoscelis pallidirufa är en fjärilsart som beskrevs av W. Warren 1897. Gymnoscelis pallidirufa ingår i släktet Gymnoscelis och familjen mätare. Inga underarter finns listade i Catalogue of Life.